# Alla Pugačëva
Alla Borisovna Pugačëva (in russo Алла Борисовна Пугачёва? ; Mosca, 15 aprile 1949) è una cantante e attrice russa, fino al 1991 sovietica.
È una delle cantanti russe più conosciute, nonché una delle più longeve al mondo: la sua carriera è iniziata nel 1965 e continua sino a oggi. Tra i musicisti sovietici e russi è certamente quella che ha avuto più successo in termini di vendite di dischi e popolarità. È anche la vincitrice di numerosi premi sovietici, russi ed europei. Durante la carriera, il suo stile ha subito un'evoluzione: le prime composizioni presentano melodie artistiche con arrangiamenti sofisticati, parole spiritose e canto quasi teatrale; dagli anni novanta in poi i suoi dischi sono divenuti più convenzionali.
Enormemente benvoluta in Russia e nelle altre repubbliche ex-sovietiche fra i meno giovani, ad alcuni è pure sgradita per la quantità di tempo che le è riservata dai canali televisivi federali e il continuo pettegolezzo attorno alla sua vita privata. Per qualcuno è l'incarnazione della cultura popolare sostenuta dallo Stato, stantia e ripetitiva, propinata attraverso i mezzi di comunicazione. Anche l'aver aiutato molti artisti giovani e sconosciuti a divenire famosi è oggetto di giudizi contrastanti.
Nel 2023, a causa della sua posizione contro l'invasione dell'Ucraina, dopo aver passato un periodo in Israele, ha lasciato la Russia per trasferirsi in Lettonia.

## Carriera
Il governo era esitante nel riconoscerle il premio sovietico, sebbene già nel 1980 l'avessero premiata come "Artista emerito della Federazione Russa" e nel 1985 con il premio "Artista del popolo della Federazione Russa". Ciò fu dovuto principalmente alle numerose azioni ed affermazioni che, nel corso della sua precedente carriera, non erano propriamente allineate con le direttive del Partito: sebbene non fosse schierata palesemente contro il regime sovietico, i suoi modi franchi e sfrenati (come urlare «Allegri! Ho Chi Minh può essere morto, ma io sono ancora viva!» durante un concerto tenuto nel giorno della morte di Ho Chi Minh) avrebbero potuto costituire le basi per un'azione di repressione o persino l'arresto. Comunque, per timori di reazioni popolari, il governo assunse una posizione cauta decidendo di non procedere con alcuna azione nei suoi riguardi e, in epoca gorbacioviana, nel 1991 le riconobbe il titolo di "Artista del popolo dell'Unione Sovietica".
Alla Pugačëva nacque a Mosca da Boris Michailovič Pugačëv e Zinaida Archipovna Odegova. All'età di cinque anni partecipò ad un concerto tenuto al Kolonnyj Zal Doma Sojuzov (Sala delle colonne della Casa dei Sindacati), la sala concerti più prestigiosa dell'Unione Sovietica. Nel 1956 si iscrisse alla scuola musicale nº 31, adiacente al collegio musicale "Ippolitov-Ivanov". Si diplomò alla scuola secondaria nº 496 nel 1964. Quindi continuò presso il dipartimento di direzione corale del collegio musicale "Ippolitov-Ivanov" e nel 1965 pubblicò la sua prima canzone Robot, registrata per la trasmissione S dobrym utrom ("Buongiorno") della Radio di Stato e ben accolta dal pubblico.
Nel 1966 finì gli studi presso il collegio ed iniziò un tour con il gruppo "Junost'" ("Gioventù") nella Siberia Occidentale. L'anno seguente iniziò a lavorare come accompagnatrice al pianoforte presso il collegio circense-musicale di Stato. Fu la voce principale in numerosi complessi, compresi i "Novyj elektròn" (parte della Società Filarmonica di Stato) a Lipeck nel 1966, i "Moskviči" nel 1971, il gruppo di Oleg Lundstrem tra il 1972 ed il 1973 e i "Vesëlye Rebjata" nel 1974-75. Durante quel periodo cantò nelle colonne sonore di numerosi film.
Nel 1974 vinse il terzo premio alla quinta edizione del concorso per artisti musicali di tutti gli Stati dell'Unione Sovietica, rimanendone un po' delusa. Comunque, la scalata alla celebrità fu rapida: nel 1975 vinse il prestigioso "Orfeo d'Oro" in Bulgaria per la canzone Arlekino. Sull'onda del successo in Bulgaria, incise in quel paese un disco intitolato "Canta Alla Pugačëva".
Partecipò molte volte anche a Pesnja goda, il principale festival musicale sovietico e poi russo, dove si distinse soprattutto negli anni '70 e inizio anni '80 per il suo canto teatrale e dal tono sbarazzino.
Tra il 1977 ed il 1980 lavorò con il gruppo "Ritm" e recitò come attrice protagonista nel film Ženščina, kotoraja poët ("Una donna che canta"). Il film fu molto popolare, visto da circa 55 milioni di spettatori. Nel 1978 ricevette il premio "Usignolo d'ambra" al Festival Internazionale della canzone a Sopot, in Polonia, per la canzone Vsë mogut koroli ("I re possono tutto") tratta dal film omonimo. In quegli anni nacque la rivalità con la stella ucraina Sophia Rotaru. 
Nel 1987 si esibì in Italia come superospite al Festival di Sanremo duettando con V. Kuz'min la canzone Nado že... ("Caspita...").
La crescita della sua popolarità raggiunse l'apice nel 1991 quando le venne conferito il titolo di "Artista del popolo dell'Unione Sovietica", la più grande onorificenza che possa essere riconosciuta a un artista musicale. Dopo lo scioglimento dell'Unione Sovietica, Alla espanse le proprie attività in campi non direttamente legati al canto, lanciando una rivista chiamata "Alla", un profumo con il medesimo nome ed una linea di scarpe, "Alla Pugačëva". Ricevette ulteriori premi governativi, attribuiti dall'allora presidente Boris El'cin, tra i quali il "Premio del Governo per i traguardi conseguiti nell'ambito artistico e letterario" nel 1990, e la più grande onorificenza civile nella Federazione Russa, ordine di II classe "Per il servizio alla Madre Patria", nel 1999. Nel 1994 le fu dedicata la targa con il suo nome nella "Piazza delle Stelle" nella città di Jalta in Russia. Nel 1997 rappresentò la Russia all'Eurovision Song Contest a Dublino e finì ottava con Primadonna. Negli anni più recenti ha partecipato al talk show televisivo Fabrika zvëzd ("La fabbrica delle stelle") finalizzato a scoprire nuovi talenti canori.

## Vita privata
A causa della sua popolarità la vita personale di Alla Pugačëva è sempre stata di pubblico dominio ed è spesso discussa su giornali scandalistici, sovente per pettegolezzi su sue relazioni extraconiugali. Comunque, la cantante ha mantenuto un atteggiamento positivo al riguardo, e in diverse occasioni ha dimostrato autoironia, scherzando lei stessa su fatti della propria vita privata.
Nel 1969 sposò il circense Mykolas Orbakas, e nel 1971 diede alla luce sua figlia Kristina Orbakaitė, anche lei divenuta una nota cantante. Dopo quattro anni di matrimonio, nel 1973 divorziò da Mykolas.
Nel 1976 sposò il regista Aleksandr Stefanovič e recitò in alcuni suoi film. Il matrimonio si sciolse nel 1980 dopo un lungo procedimento legale per la divisione dei beni, con la lussuosa residenza di Alla, al centro del procedimento legale.
Nel 1985, dopo diversi anni di convivenza, sposò il produttore Evgenyj Boldin con il quale ebbe diverse collaborazioni professionali. Nel 1993 divorziarono perché, a loro dire, le loro vite professionali interferivano troppo nelle vicende private.
Nel 1994 sposò uno dei cantanti più noti in Russia, Filipp Kirkorov, della metà dei suoi anni e di origine bulgara, la cui carriera ha tratto giovamento dal matrimonio. Nel novembre 2005 i due hanno annunciato il divorzio.
La successiva frequentazione con il popolare commediografo Maksim Gal'kin è stata fonte di pettegolezzi per la stampa scandalistica, visti i ventisette anni di differenza tra i due. Il 24 dicembre 2011 sono convolati a nozze, e la stessa "prima donna", come viene chiamata in patria, ha dichiarato che questo matrimonio sarebbe stato quello definitivo, scatenando ulteriormente l'ironia dei giornali scandalistici. I coniugi lavorano insieme in spettacoli affollati di celebrità, come quelli per il Capodanno, ed hanno anche collaborato per alcuni musical.

### Posizione sui diritti umani
Fino agli anni 2000 supportò Russia Unita per poi allontarsene. Alla Pugačëva è pubblicamente amica e sostenitrice della politica ucraina Julija Tymošenko. Si è schierata a favore delle Pussy Riot ed è considerata un'icona gay dal movimento LGBT russo, bandito dal regime di Putin. Nel settembre 2022 prende pubblicamente posizione contro l’invasione russa dell'Ucraina. Dopo che il marito è stato dichiarato "agente straniero" dalla procura della Federazione Russa, Pugačëva ha chiesto di essere considerata lei stessa come tale, ed è stata indagata per il reato "screditamento dell'esercito" secondo la legge di censura del marzo 2022; si è trasferita in Israele, paese di cui il marito ha la cittadinanza come ebreo russo, e dopo un breve ritorno in Russia si è definitivamente trasferita in Lettonia. Nel 2025 il Ministero della Giustizia russo ha rifiutato la definizione di agente straniero a Pugačëva.

## Discografia

### Album
- 1976 Алла Пугачёва и Весёлые Ребята ("Alla Pugačëva e i Ragazzi Allegri") - dal vivo/diviso
- 1978 Зеркало души ("Lo specchio dell'anima") - album n. 1 (due LP)
- 1979 "Арлекино" и другие ("“Arlecchino” e altre") - album n. 2
- 1979 Алла Пугачёва и Иосиф Кобзон ("Alla Pugačëva e Iosif Kobzon") - diviso
- 1980 Поднимись над суетой ("Àlzati al di sopra della routine") - album n. 3
- 1980 Дискотека А ("Discoteca A") - remix strumentali
- 1980 То ли ещё будет... ("Ce ne sarà ancora...") - album n. 4
- 1981 Kak trevožen ėtot put' ("Che ansia, questo cammino") - album n. 5 (due LP)
- 1982 У вас в гостях Маэстро ("Avete un Maestro per ospite") - dal vivo / diviso
- 1982 Парад планет ("La parata dei pianeti") - diviso
- 1983 Ах, как хочется жить! ("Ah, che voglia di vivere!") - album n. 6
- 1983 Миллион роз ("Un milione di rose") - realizzato in Giappone - raccolta
- 1984 Alla Pugačëva–Soviet Superstar - realizzato in Finlandia - raccolta (due LP)
- 1985 Watch Out! - realizzato in Svezia - album n. 7
- 1985 В Стокгольме ("A Stoccolma") - album n. 7 (versione russa)
- 1986 Счастья в личной жизни ("Felicità nella vita privata!") - album n. 8
- 1987 Пришла и говорю ("Son giunta e parlo") - album n. 9
- 1987 Он, она, и дождь ("Lui, lei e la pioggia") -
- 1988 Песни вместо писем ("Canzoni invece di lettere") - diviso
- 1989 Паромщик ("Il traghettatore") - album n. 8 (versione finlandese)
- 1990 Алла ("Alla") - album n. 10
- 1991 Рождественские встречи ("Incontri di Natale '91") - album n. 11 / diviso (due LP)
- 1992 Рождественские встречи ("Incontri di Natale '92") - album n. 12 / diviso (due LP)
- 1994 Верю в тебя ("Credo in te") - raccolta
- 1994 Не делайте мне больно, господа ("Non feritemi, signori") - album n. 13
- 1995 Путь звезды ("Il cammino di una stella") - raccolta
- 1996 Una raccolta di 13 CD di canzoni precedentemente realizzate solo su LP in vinile e su musicassette:
  - По острым иглам яркого огня ("Sulle punte taglienti della fiamma lucente")
  - Ах, как хочется жить! ("Ah, che voglia di vivere!")
  - И в этом вся моя печаль ("E in questo è tutta la mia tristezza")
  - Только в кино ("Solamente al cinema")
  - Это завтра, а сегодня... ("Questo è domani, ma oggi...")
  - Билет на вчерашний спектакль ("Il biglietto per lo spettacolo di ieri")
  - Встречи в пути ("Incontri in viaggio")
  - На дороге ожиданий ("Sulla strada delle attese")
  - Размышления у камина ("Riflessioni vicino al caminetto")
  - Это было однажды ("È successo un tempo")
  - Барышня с Крестьянской заставы ("La signorina dal limitare della campagna")
  - Алла Пугачёва в Стокгольме ("Alla Pugačëva a Stoccolma")
  - Песни на бис ("Canzoni per il bis")
- 1996 Поёт Алла Пугачёва ("Canta Alla Pugačëva") - canzoni di Aleksandr Zazepin - raccolta
- 1997 Две звезды ("Due stelle") - con Vladimir Kuzmin - raccolta / diviso
- 1998 Да! ("Sì!") - album n. 14
- 1998 Сюрприз от Аллы Пугачёвой ("Una sorpresa da Alla Pugačëva") - tributo
- 2001 Речной трамвайчик ("Il vaporetto fluviale") - album n. 15
- 2002 А был ли мальчик? (letteralmente "Ma c'è mai stato il ragazzino?" - "Sussiste il fatto? “) - album n. 16 / diviso
- 2003 Живи спокойно, страна! ("Vivi tranquillo, Paese!") - album n. 17
- 2008 Приглашение на закат ("Invito al tramonto") - album n. 18

### Singoli
- 1997 Примадонна ("Primadonna")
- 2000 Белый снег ("Neve bianca")
- 2000 Мадам Брошкина ("Madame Broškina")
- 2002 Это любовь ("Questo è l'amore")

## Filmografia

### Cinema
- Ženščina, kotoraja poët, regia di Aleksandr Orlov (1978)
- Pena, regia di Aleksandr Stefanovič (1979)
- Ljubiv'ju za ljubov', regia di Tat'jana Berezanceva (1983)
- Prišla i govorju, regia di Naum Ardašnikov (1985)
- Sezon čudes, regia di Georgij Jungval'd-Chilkevič (1985)
- Kak stat' zvezdoj, regia di Vitalij Aksёnov (1986)

### Doppiatrice
- Lo schiaccianoci (The Nutcracker in 3D), regia di Andrej Končalovskij (2010)